# مسابقات جهانی نشنال جئوگرافی
مسابقات جهانی نشنال جئوگرافی (انگلیسی: National Geographic World Championship) (که پیش از این المپیاد بین‌المللی جغرافی نامیده می شد و در حال حاضر به عنوان یکی دیگر از رقابت های مشابه برای دانش آموزان قدیمی تر است) به صورت دوسالانه و به مدت دو روز این رقابت جغرافیایی بین‌المللی به طور معمول در اواخر ماه ژوئیه یا اوایل ماه اوت برگزار می شود. اولین رقابت قهرمانی جهان نشنال جئوگرافی در سال ۱۹۹۳ میلادی و با حمایت مالی انجمن نشنال جئوگرافی برگزار شد.